# Stilblomma
En stilblomma är en litterär eller retorisk teknik där en författare eller talare använder sig av en överdriven eller ovanlig beskrivning eller jämförelse för att skapa en effekt. En stilblomma kan användas för att skapa humor, för att förstärka en poäng eller för att förmedla en känsla eller atmosfär. Vanligtvis beskrivs stilblommor som språkliga uttryck som är överdrivna i sin utsmyckning och som därför kan anses vara misslyckade.
Några exempel på stilblommor inkluderar metaforer, liknelser, hyperbol och ironi. Dessa tekniker kan användas i olika typer av texter, inklusive skönlitteratur, poesi, tal och retorik.